# Edwin Taylor Pollock
Edwin Taylor Pollock, ameriški pomorski častnik, * 25. oktober 1870, † 4. junij 1943.
Pollock je bil kapitan Vojne mornarice ZDA, začasni guverner Ameriških Deviških otokov (1917) in guverner Ameriške Samoe (1922–23).